# Jardín Botánico del Col de Saverne
El Jardín Botánico del Col de Saverne (en francés: Jardin botanique du col de Saverne) es un arboreto, y jardín botánico de Francia de 2.5 hectáreas de extensión, que se encuentra en Col de Saverne (335 m s. n. m.), en la comuna de Saverne, departamento de Bas-Rhin, 
El jardín botánico está administrado por un consorcio en el que está incluido la Université Louis Pasteur de Estrasburgo. Es visitable en los fines de semana, y a diario en los meses cálidos del año. Se cobra una tarifa de entrada.

## Historia
El jardín fue creado en 1931 por un grupo de naturalistas en el que estaba integrado el botánico Emile Walter (1873-1953).
Desde el año 1965 está administrado por un consorcio formado por la Université Louis Pasteur de Strasbourg, la ciudad de Saverne, y la asociación de jardines; en el 2003 se sumó a este consorcio la Región de Alsacia.

## Colecciones botánicas
El jardín botánico está organizado en sectores para la mejor clasificación de las plantas, así:
- Sección de orquídeas silvestres con unas 20 especies, es una de las mayores en Francia, con Aceras anthropophorum, Anacamptis pyramidalis, Bletilla striata, Cypripedium calceolus, Cypripedium formosanum, Dactylorhiza maculata, Gymnadenia conopsea, Himantoglossum hircinum, Orchis militaris, Orchis morio, y Orchis simia
- Colección de helechos, con Adiantum pedatum, Asplenium scolopendrium, Athyrium filix-femina, Blechnum spicant, Dryopteris affinis, Gymnocarpium robertianum, Matteuccia struthiopteris, Phegopteris connectilis, Phyllitis scolopendrium, y Woodsia obtusa
- Alpinum,
- Pantano de Turba para plantas carnívoras
- Arboreto, ocupa una tercera parte del espacio, con especies de árboles procedentes de Norteamérica, Europa y Asia, entre las especies más destacables Abies cephalonica, Abies cilicica, Acer capillipes, Amelanchier lamarckii, Cladrastis sinensis, Crataegus mollis, Eryngium giganteum, Liriodendron tulipifera, Malus sieversii, Photinia davidiana, Picea asperata, Picea omorika, Pinus jeffreyi, Pinus sylvestris, Sequoiadendron giganteum, Sorbus aria, y Sorbus reducta.
- Otros especímenes de interés, Ononis natrix, Pleioblastus nagashima, Saruma henryi, Shibataea kumasasa, y Sinowilsonia henryi.